# Le 9e Escadron
Pour plus de détails, voir Fiche technique et Distribution.
Le 9e Escadron (9 рота, 9 rota) est un film russe réalisé par Fiodor Bondartchouk sur la guerre en Afghanistan (1979-1989), sorti en 2005 et qui remporte le prix de l'Aigle d'or à Moscou, en 2005.
Le scénario s'inspire de faits réels qui se sont déroulés au début de 1988, lors de l'opération Magistral, quand les recrues du 9e escadron de la division des parachutistes ont combattu pour la colline 3234. 

## Synopsis
À la fin des années 1980, un petit groupe de jeunes recrues, appelées dans les forces armées de l'URSS, est enrôlé dans les troupes aéroportées. Après quelques mois d'entraînement extrêmement éprouvant dans la vallée de Fergana, en Ouzbékistan, ils sont envoyés en Afghanistan. Leur mission est de tenir la colline 3234 pour permettre le passage d'un convoi.

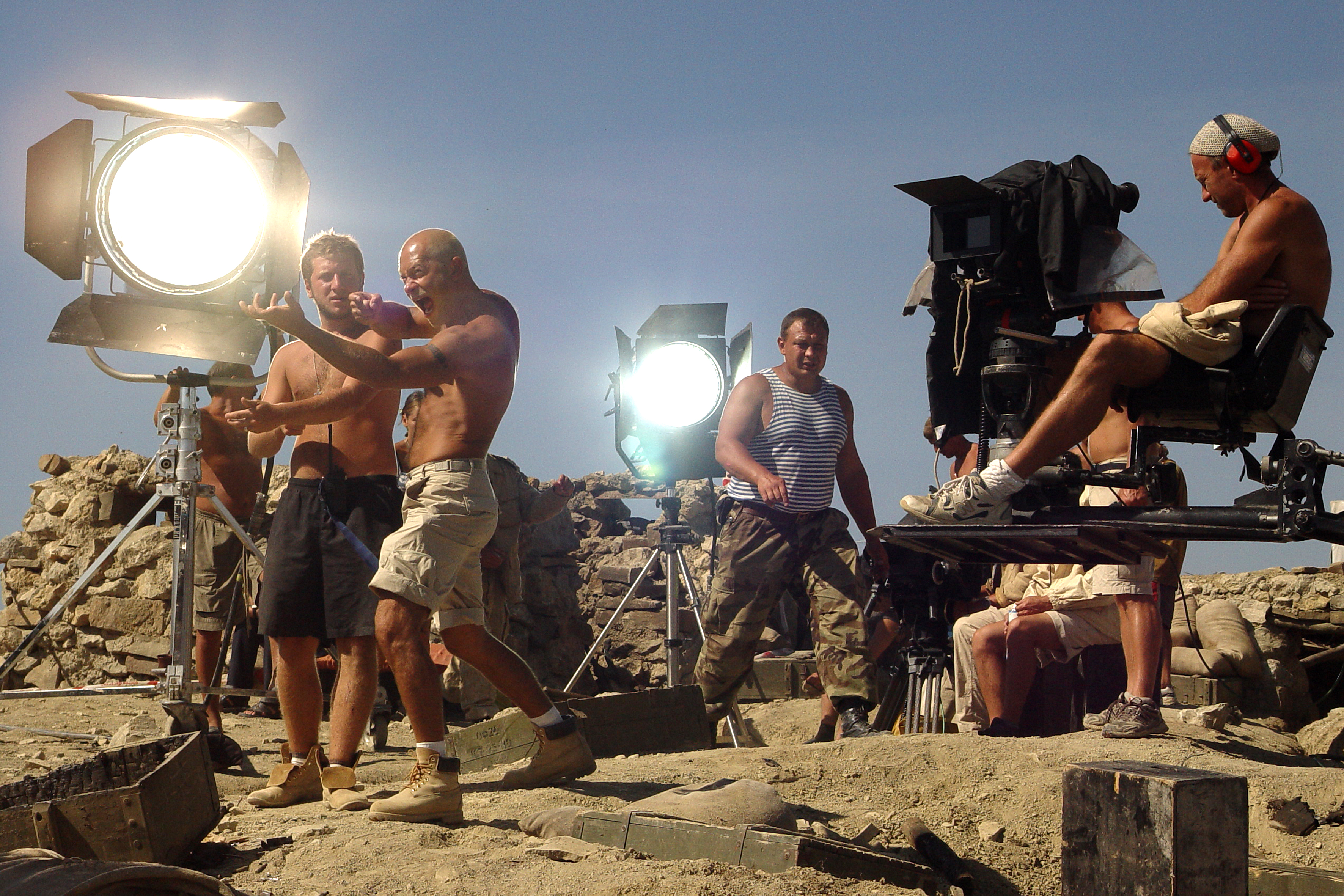
Pendant le tournage du film.

## Fiche technique
- Titre original : 9 рота, 9 rota
- Titre français : Neuvième compagnie (Belgique), Le 9ème escadron (France)[2]
- Produit par : Fiodor Bondartchouk, Andreï Feofanov, Sergueï Melkoumov, Stepan Mikhalkov, Aleksandr Rodnianski, Elena Yatsura
- Production : Art Pictures Group" ; Société de production «Slovo» (Продюсерская компания « Слово ») ; la chaîne TV «1+1» Ukraine (Телеканал « 1+1 » Украина)
- Réalisation : Fiodor Bondartchouk
- Scénario : Iouri Korotkov
- Photo : Maksim Ossadtchi
- Décors : Grigori Pushkin
- Musique : Dato Evguenidze
- Montage : Igor Litoninsky
- Maquillage et costumes : Aigul Khabirova, Dimitry Kirillov, Irina Ulyanova, Yekaterina Zheleikina
- Effets spéciaux : Artreaction
- Divers : Iskander Galiev (conseiller)
- Budget : 9.5 millions $
- Pays de production :  Russie -  Ukraine -  Finlande
- Producteur : STS[3]
- Langue : russe
- Genre : Action
- Durée : 126 minutes
- Format : 2.35
- Dates de tournage : du 25 mai au 12 octobre 2004
- Dates de sortie : 
  - Russie : 29 septembre 2005[4]
  - Belgique : 12 septembre 2007

## Distribution
- Fiodor Bondartchouk : Khokhol (péjoratif pour l'Ukrainien)
- Alexeï Tchadov : Vorobeï (le moineau)
- Mikhaïl Evlanov (VF : Ludovic Baugin) : Riaba (de Riaboï : le grêlé)
- Ivan Kokorine (VF : Christophe Lemoine) : Tchougoune (la fonte)
- Artiom Mikhalkov (VF : Mathias Kozlowski) : Stas
- Konstantin Krioukov (VF : Cédric Dumond) : Gioconda (la Joconde)
- Arthur Smolianinov (VF : David Kruger) : Oleg Lioutaïev dit Liouty (féroce)
- Mikhaïl Poretchenkov (VF : José Luccioni) : Praporchtchik Dygualo (l'enseigne Dygualo)
- Irina Rakhmanova (VF : Barbara Delsol) : Bélosnejka (Blanche-Neige)
- Alexeï Serebriakov : Kapitan (le capitaine)
- Mikhaïl Efremov : Dembel (la quille [démobilisation])
- Alexeï Kravtchenko : Kapitan Bystrov (le capitaine Bystrov)
- Andreï Krasko : Kompolka v Afguané (Le Colon [colonel] en Afgan)
- Stanislav Govoroukhine : Kompolka v Outchebké (Le Colon [colonel] en Entraînement)
- Aleksandr Bachirov (VF : Jérôme Pauwels) : Pomidor (la tomate)

## Production

### Tournage
Le tournage a eu lieu du 25 mai au 12 octobre 2004 en Crimée, en Ouzbékistan et à Moscou.

### Sortie
Le film est sorti dans les salles russes le 29 septembre 2005.

## Réception

### Commercial
Le film a rapporté 26 146 165 $ à l'international.

### Critique
Le site Rotten Tomatoes donne une note de 5.93/10 au film.

## Adaptation
Le film a été adapté sous la forme d'un jeu vidéo de tactique en temps réel sorti en 2008 avec le titre 9ème Compagnie (ou 9th Company: Roots of Terror dans les territoires anglophones). Il a été développé par Lesta Studio, a été édité par ND Games et a été distribué par Anuman Interactive en France (en 2009) et Strategy First dans les territoires anglophones (en 2010). Le jeu a reçu la note de 9/20 sur Jeuxvideo.com.